# Tarquinia Molza
Tarquinia Molza (Módena, 1 de noviembre de 1542-Ibidem, 8 de agosto de 1617) fue una cantante, poetisa, directora, compositora y filósofa natural italiana. Fue considerada una gran virtuosa. Estuvo involucrada en el famoso concerto delle donne, aunque no está claro si cantó con ellas o las instruyó. También tocó la lira viola.

## Biografía

### Primeros años y educación
Nació el 1 de noviembre de 1542 en Módena. Era nieta del poeta Francesco Maria Molza e hija de Camilo Molza e Isabela Colombi. Su padre estuvo de acuerdo en que ella debería tener la misma educación que sus hermanos y aprendió griego, latín, hebreo y filosofía hasta los dieciséis años. Estudió con el científico Giovanni Poliziano y el poeta Francesco Patrizi, y aprendió astronomía del matemático Antonio Guarini. Se casó con Paolo Porrino en 1560, quien la ayudó a regresar a la escuela, donde estudió con Francesco Patrizi. Enviudó en 1579.

### Carrera musical
En 1583 vivió en Ferrara en calidad de dama de honor de la duquesa Margarita Gonzaga d'Este, donde era una famosa intérprete, directora y compositora. Judith Tick cree que cantó con el concerto delle donne, pero Anthony Newcomb dice que ella participó únicamente como asesora e instructora. Molza fue destituida de su cargo en 1589 y regresó a Mantua cuando fue acusada de tener un romance con el compositor flamenco Giaches de Wert. La nobleza menor (como se consideraba a las damas de honor de la duquesa) no debían involucrarse con miembros de la clase sirviente (como se consideraba a compositores menores como Wert). Ella afirmó que su relación con Wert era de amistad y no sexual.

### Últimos años
Falleció en Módena el 8 de agosto de 1617 y está enterrada en el catedral de Módena, donde se la recuerda con una placa.

## Obra
Molza escribió poesía en dialecto latino y toscano, y también escribió ensayos. A ella se le dedicaron muchas obras artísticas; Francesco Patrizi escribió sobre su canto en su tratado L'amorosa filosofia y fue quizás la primera cantante en tener una biografía publicada dedicada a ella (Opuscoli inediti di Tarquinia Molza modenese de D. Vandelli).
- Rime di diversi (Bolonia, 1575)
- Distico greco e tetrastico latino, nell'operetta Marci Condarati Cretensis de Bono Universi Liber (Padua, 1593)
- Madrigale nella raccolta La ghirlanda della Contessa Angela Bianca Beccaria (Génova, 1595)
- Delle poesie volgari e latine di Francesco Maria Molza... contenente le cose inedite e gli opuscoli di Tarquinia Molza... (Bérgamo, 1750)
- Rime in Bergalli L. Componimenti poetici delle più illustri rimatrici... (Venecia, 1726)
- Lettera a Nestore Cantuni (Módena, 1783)
- Gamba B. (a cura di) Lettere di donne italiane del secolo decimosesto (Venecia, 1832)

## Legado
A Molza se le concedió la ciudadanía romana en 1600, la única mujer en tenerla. El decreto decía, «aunque el Senado nunca ha aceptado mujeres en las filas de la ciudadanía ... [se resuelve que] Tarquinia Molza de Módena sea incluida en las filas de sus ciudadanos más nobles con el título de l'Unica, nunca antes otorgado a cualquiera, en reconocimiento a sus singulares virtudes y méritos».
Su nombre aparece entre las mujeres incluidas en la obra The Dinner Party de Judy Chicago.